# Kareliderna
Kareliderna är en gammal bergskedja, som sträcker sig från östra Finland till Lappland. Den bygger upp den nuvarande bergkullterrängen i östra Finland och Lapplands arktiska kullar och delar upp det mittersta av Finland. Kareliderna bildades för omkring 2 miljarder år sedan, i samband med att sandsten veckades vid en kollision mellan olika kontinentalplattor. Det här bildade en rygg av kvartsit, som bättre än omgivningen har blivit kvar efter förtäringen och vittringen under istiden. Berg i det nordvästligaste av finländska Lappland hör till Skanderna, som är yngre, och är på grund av det högre än andra finländska berg. Den tredje bergskedjan är Svekofenniderna som bildades under den svekofenniska orogenesen och sträcker sig från Södra Finland till Sverige.